# 神崎荘
神崎荘（こうざきのしょう）は、下総国香取郡、現在の千葉県香取郡神崎町にあった荘園。平安時代末に神崎神社の社領が寄進され立荘したとされ、中世の香取海に突出した岬島状の神崎森を中心とする下総台地から利根川河畔域を荘域とする。

## 概要
長寛2年（1164年）6月の関白左大臣近衛基実家政所下文によれば、香取神宮大禰宜真房に大戸・神崎などの知行が認められている。また、これより前の応保2年（1162年）6月3日の大禰宜実房譲状では、神崎神社宮司と神崎神社領が、実房（真房）から次男知房に譲られている。神崎神社は香取神宮の末社で、宮司職や社領は香取神宮大禰宜が知行していたのである。元々当荘は、香取神宮大禰宜実房（真房）から次男知房に譲られた神崎神社宮司に付属した神崎神社領であったが、香取神宮大郡司職をめぐる大禰宜大中臣氏と鹿島神宮大宮司中臣氏間の紛争があり、大禰宜家が近衛家への接近を図り、大戸神社領ともども近衛家に寄進して立荘されたものとみられる。
文治2年（1186年）の「関東知行国内乃貢未済荘々注文」（『吾妻鏡』文治2年3月12日条）でも、「大戸・神崎」が殿下御領として見える。大戸は神崎と同じく香取神宮の末社大戸神社の社領が荘園化したもので、多くの史料では「大戸・神崎」は一括して扱われている。